# Zlata žabica
Zlata žabica (znanstveno ime Mantella aurantiaca) je majhna kopenska žaba, endemična za Madagaskar. Ima izjemno omejeno razširjenost na treh različnih območjih s središčem v mestu Moramanga – občinah Beparasy in Ambohibary, mokrišču Torotorofotsy severozahodno od Andasibeja in na območju Ambakoana. Zlata žabica je ena najbolj ogroženih vrst dvoživk na Madagaskarju zaradi svoje omejene razširjenosti na območju, ki je pod ogromnim antropogenim pritiskom. Lahko jo ogrozi tudi prekomerno zbiranje za trgovino s hišnimi ljubljenčki.

## Opis
Zlata žabica je enakomerno rumena, oranžna ali rdeča žaba, in meri 20–26 mm. Na notranji strani noge so rdeče bliskavice. Timpanon je viden, vendar majhen. Živo obarvana koža opozarja plenilce, da je žaba strupena. Menijo, da so briljantne barve, ki jih kaže zlata žabica, primer aposematizma, ki plenilce opozarja na strupenost žabe.

## Ekologija in obnašanje
Zlata žabica je v svojem vedenju zelo sezonska in v zimskih mesecih od maja do oktobra ostane večinoma neaktivna. Poleti je običajno aktivna podnevi. Živijo v skupinah, v katerih je običajno dvakrat več samcev kot samic. Ko pride deževje in se temperatura segreje, žabe pridejo iz skrivališč in uporabijo majhna lentična mokrišča za razmnoževanje. Samci pogosto kličejo iz skritih položajev v bližini vodnega vira. Klic je precej prijeten, ponavljajoč se klik. Zdi se, da se žabe ne ukvarjajo s tipičnim ampleksusom, temveč se samec samo premika po hrbtu samice v virtualnem ampleksusu. Jajčeca odložijo na kopno v vlažno listje blizu vode in ko pride deževje, se paglavci odplavijo s kopnega v vodo.
Zlata žabica se prehranjuje z majhnimi nevretenčarji. V divjini to večinoma sestavljajo pršice, mravlje, muhe in kolembole. Žabe črpajo kožne toksine s svojo prehrano. Ti toksini vključujejo pumiliotoksin, alopumiliotoksin, alkaloide homopumiliotoksine, pirolizidine, indolizidine in kinolizidine. Čeprav sta kača Thamnosophis lateralis in skink iz rodu Zonosaurus strupena, sta bila opažena, kako plenita to vrsto v mokrišču Torotorofotsy.

### V ujetništvu
Obstajajo načrti za začetek pravno urejenega programa zbiranja te vrste.
Prikazi iz študije iz leta 2017 so odkrili znatno razliko med vedenjskimi odzivnimi časi zlate žabice v ujetništvu v primerjavi z divjimi v populacijah v ujetništvu v primerjavi z divjimi populacijami, kar daje prednost populacijam v ujetništvu.
Zlato žabico občasno opazimo pri trgovini s hišnimi ljubljenčki, v ujetništvu pa jo hranijo zbiralci eksotičnih živali in živalske ustanove. Priljubljene so zaradi svoje dnevne aktivnosti, privlačne obarvanosti in relativno enostavnega vzdrževanja, ko se naselijo. Za to vrsto je zlahka najti liste za nego. Po drugi strani pa je zlata žabica kritično ogrožena in populacija se zmanjšuje.

## Taksonomija

### Etimologija
Vrsto je opisal francoski herpetolog François Mocquard leta 1900 na podlagi enega osebka samca, dolgega 21,2 mm. Tipsko vrsto so našli v gozdovih na območju med Beforano in Moramango. Ime vrste izhaja iz latinske besede aurantiacus, ki pomeni 'oranžen'. Obstaja ime za neprepoznan takson M. a. rubra, ki je bila prepoznana kot sinonim za zlato žabico, izhaja iz latinske rubra, rdeča.

### Konvergentna evolucija
Konvergentna evolucija je podobna evolucija več vrst, ki jih najdemo v različnih habitatih. Zlata žabica se je razvila na Madagaskarju, vendar ima veliko enakih prilagoditev žab pri srednje- in južnoameriških strupenih žabah iz družine Dendrobatidae (Edmond 2020). Na primer, zlata žabica in strupene žabe iz družine Dendrobatidae si delijo podobne lastnosti »odvzema strupenih kožnih alkaloidov iz plena, aposematske obarvanosti in primerljivega reproduktivnega vedenja« (Edmonds 325). Zlata žabica in strupene žabe iz družine Dendrobatidae, ki jih najdemo v Srednji in Južni Ameriki, so se razvile zelo podobno in razvile skoraj enake lastnosti za prilagoditev podobnim okoljem.